# Spilosoma nigrocastanea
Spilosoma nigrocastanea är en fjärilsart som beskrevs av Rothschild 1917. Spilosoma nigrocastanea ingår i släktet Spilosoma och familjen björnspinnare. Inga underarter finns listade i Catalogue of Life.